# Chrysodema florensis
Chrysodema florensis es una especie de escarabajo del género Chrysodema, familia Buprestidae. Fue descrita científicamente por Lansberge en 1880.